# Зальбах-Хинтерглемм
Зальбах-Хинтерглемм (нем. Saalbach-Hinterglemm) — община (нем. Gemeinde) в Австрии, в федеральной земле Зальцбург.
Входит в состав округа Целль-ам-Зе. Площадь общины составляет 125,47 км², население — 2827 человек (1 января 2021), плотность населения — 23 чел./км². Официальный код — 5 06 18.

## Климат
| Климатограмма Зальбах-Хинтерглем                     | Климатограмма Зальбах-Хинтерглем | Климатограмма Зальбах-Хинтерглем | Климатограмма Зальбах-Хинтерглем | Климатограмма Зальбах-Хинтерглем | Климатограмма Зальбах-Хинтерглем | Климатограмма Зальбах-Хинтерглем | Климатограмма Зальбах-Хинтерглем | Климатограмма Зальбах-Хинтерглем | Климатограмма Зальбах-Хинтерглем | Климатограмма Зальбах-Хинтерглем | Климатограмма Зальбах-Хинтерглем |
| ---------------------------------------------------- | -------------------------------- | -------------------------------- | -------------------------------- | -------------------------------- | -------------------------------- | -------------------------------- | -------------------------------- | -------------------------------- | -------------------------------- | -------------------------------- | -------------------------------- |
| Я                                                    | Ф                                | М                                | А                                | М                                | И                                | И                                | А                                | С                                | О                                | Н                                | Д                                |
| 101 1 −8                                             | 73 3 −7                          | 97 7 −4                          | 83 11 −1                         | 107 17 4                         | 156 19 7                         | 191 21 9                         | 159 21 9                         | 111 18 6                         | 83 13 2                          | 87 5 −4                          | 93 1 −7                          |
| Температура в °C • Сумма осадков в мм Источник: ZAMG |                                  |                                  |                                  |                                  |                                  |                                  |                                  |                                  |                                  |                                  |                                  |

## Население
| Год  | Численность |
| ---- | ----------- |
| 1869 | 935         |
| 1889 | 956         |
| 1890 | 999         |
| 1900 | 1018        |
| 1910 | 1081        |
| 1923 | 1013        |
| 1934 | 1101        |
| 1939 | 1101        |
| 1951 | 1281        |
| 1961 | 1647        |
| 1971 | 2104        |
| 1981 | 2391        |
| 1991 | 2780        |
| 2001 | 3020        |
| 2011 | 2867        |
| 2021 | 2827        |

## Политическая ситуация
Бургомистр общины — Петер Миттерер (АНП) по результатам выборов 2004 года.
Совет представителей общины (нем. Gemeinderat) состоит из 19 мест.
Распределение мест:
- АНП занимает 12 мест;
- СДПА занимает 5 мест;
- АПС занимает 2 места.

## Спорт
В 1991 и 2025 годах здесь проходили  чемпионаты мира по горнолыжному спорту.

## Галерея

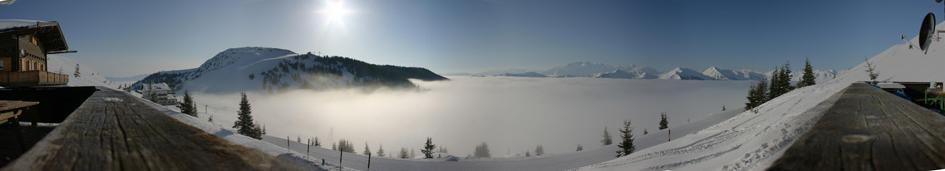
Зальбах-Хинтерглемм — панорама.
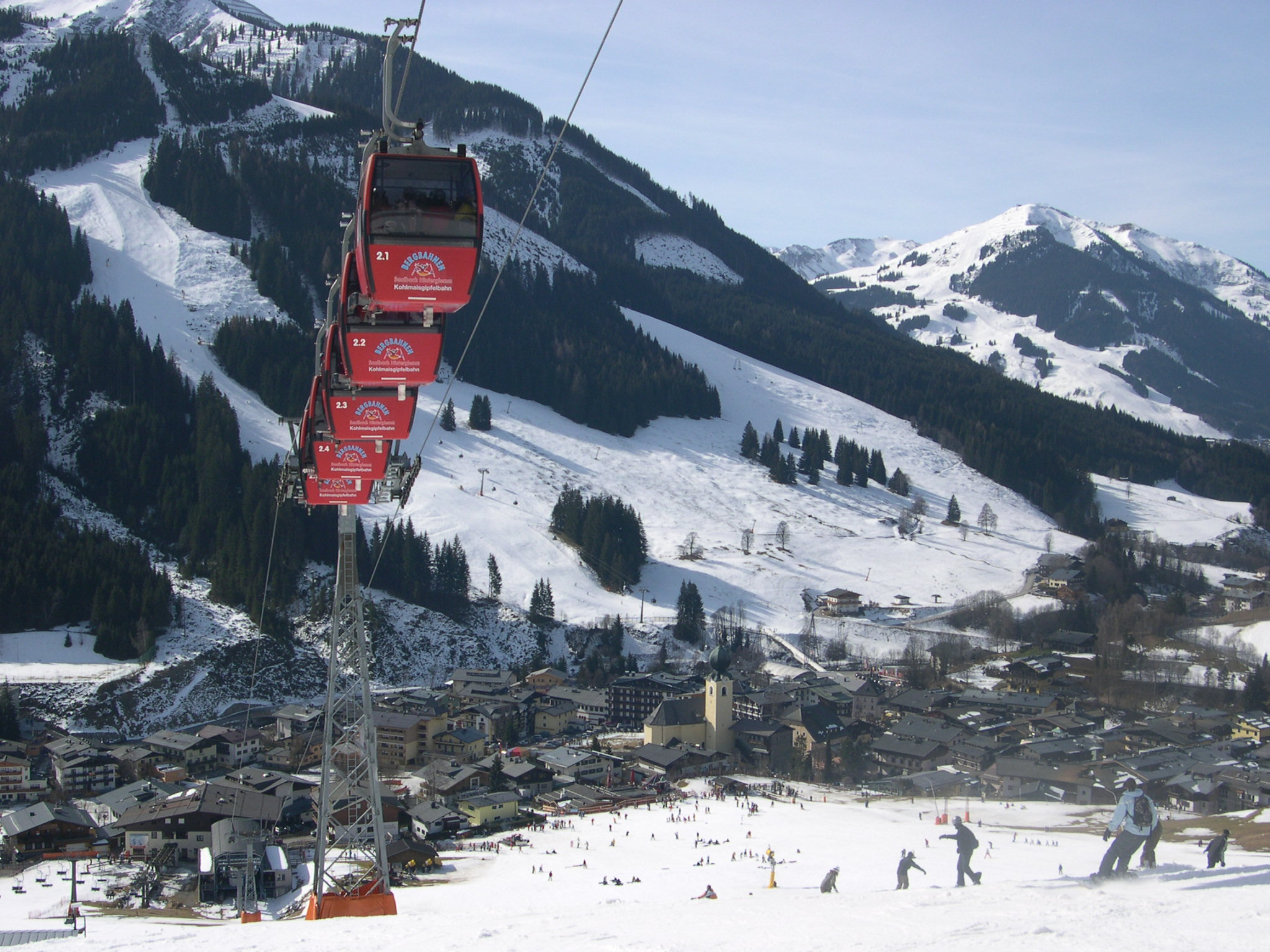
Зальбах-Хинтерглемм